# Petrus Wesseling

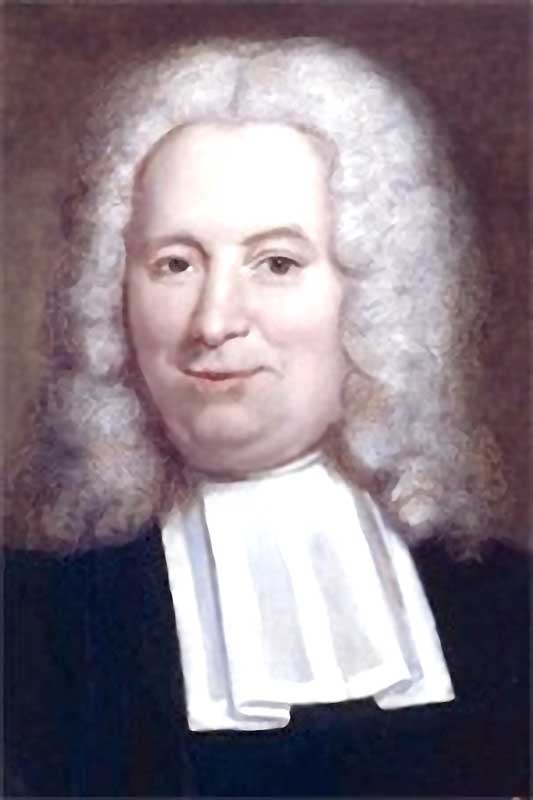
Petrus Wesseling

Petrus Wesseling (auch: Peter Wesselingius, Weßeling; * 7. Januar 1692 in Burgsteinfurt; † 9. November 1764 in Utrecht) war ein deutscher Philologe und Rechtswissenschaftler.

## Leben
Der Sohn des wohlhabenden Bürgers Gerhard Wesseling und der Anna Reiners hatte bereits in seinem zehnten Lebensjahr seinen Vater verloren. Er kam daher zu seinem Onkel nach Emden, wo er die Lateinschule besuchte und später das Gymnasium Arnoldinum in Steinfurt frequentierte. Hier widmete er sich bereits einem intensiven Studium der Sprachen und setzte sich mit theologischen Themen auseinander. Seine bedeutendsten Lehrer waren zu jener Zeit August Houck (1677/79–1716), Werner Justinus Pagenstecher (1671–1742) und Arnold Visch (auch: Fischer, –1717). Nachdem er seine Abschlussdisputation theologica de petra in Matthaei evang. XVI. 18 abgehalten hatte, immatrikulierte er sich am 27. Oktober 1712 an der Universität Leiden, wo er zwei Jahre lang die Vorlesungen von Jakob Gronovius, Jacobus Perizonius, Johannes van Marck (1656–1731), Salomon van Til (1643–1713) und Franciscus Fabricius (1663–1738) besuchte.
Als Student der Theologie wechselte er am 8. September 1714 an die Universität Franeker. Hier wurden Campegius Vitringa der Ältere, Ruardus Andala (1665–1727) und Albert Schultens (1686–1750) seine prägenden Lehrer. Nach absolvierter Ausbildung hatte er eine Hofmeisterstelle inne und wurde unter die Kandidaten des Predigtamts in Seeland aufgenommen. 1718 ging er als Konrektor an das Gymnasium in Middelburg und 1720 übernahm er das Rektorat der Schule in Deventer. Am 12. März 1723 beriefen ihn die Kuratoren der Franeker Hochschule zum Professor der Geschichte und Rhetorik, welches Amt er am 22. März 1724 mit der Rede de origine pontoficiae dominationis antrat. 1732/33 hatte er sich in Franeker als Rektor der Alma Mater auch an den organisatorischen Aufgaben der Hochschule beteiligt, wozu er bei der Niederlegung des Rektorats die Rede de vitiis et defectibus historiae ecclesiasticae verfasste. Am 7. März 1735 beriefen ihn die Kuratoren der Universität Utrecht zum Professor der Rhetorik, der Geschichte und der griechischen Sprache, welche Stelle er am 13. Juni 1735 mit der Rede pro historiis übernahm.
Weitere Versuche, ihn nach Franeker und nach Leiden zu ziehen, unterblieben jedoch. Stattdessen erhielt er am 27. Juni 1746 eine weitere Berufung zum Professor des natürlichen Rechts und des römischen Rechts in Utrecht. Hierzu promovierte er hier unter Jacobus Voorda am 13. September 1746 zum Doktor der Rechte und trat die ihm übertragene Professur am 26. September 1746 mit der Rede De vera civitas an. Nach dem Tod von Arnold Drakenborch übernahm er 1749 zudem die Aufgabe des Universitätsbibliothekars. Außerdem beteiligte er sich 1736/37 und 1749/50 als Rektor der Alma Mater auch an den organisatorischen Aufgaben der Utrechter Hochschule. Wesseling galt als einer der bedeutendsten Philologen und Kritiker seiner Zeit, der eine Vielzahl geachteter Werke hervorgebracht hat und in vielen Gelehrtengesellschaften Mitglied war.
Aus seiner Ehe mit Anna Apollonia († 1757), Tochter des Hermann Bonnet, stammt ein Sohn Johannes († 7. Februar 1750 in Franeker) und die zwei Töchter Cornelia Elizabeth († 1792) und Anna Apollonia verh. Gisbert Bonnet.

## Werke
- Oratio habita a.d. IV Non. Mai 1726 ad seren. principem Wilhelmum Carolum, Henricum Frisonem cum studiorum causa Leovardia Franequeram migrasset. Franeker 1726
- Observationum variarum libri duo. Amsterdam 1727
- Ed. Simsonii chronicon historiam catholicam complectens ex recensione et cum animado. P.W. Leiden 1729. Amsterdam 1752
- Probabilium liber singularis, in quo praeter alia, insunt vindiciae verborum Johannis, et Deus erat verbum. Franeker 1731
- Oratio funebris in memoriam Sicconis a Goslinga Kal. Nov. a 1751 dicta. Franeker 1732
- Wilhelmus Car. Henr. Friso Sponsus. Carmen recitatum et editum. Franeker 1734
- Diatribe de Judaeorum archontibus ad inscriptionem Berenicensem et dissertatio de evangeliis iussu Imp. Anastasii non emendatis in Victorem Tunnunensem. Utrecht 1758
- Sam. Petiti leges Atticae cum animadvers. et praefat. P. Wesselingii in Jurisprudentiae Rom. et Att. Tomo III. Leiden 1741
- Diodori Siculi Bibliotheca historica. Amsterdam 1745
- Oratio in natalem Wilhelmi comitis Burani. Utrecht 1748
- Episiola ad v. cl. Venemam de Aquilae in scriptis Philonis Judaei fragmentis et Platonis epistola. XIII cet. Utrecht 1748
- Oratio in obitum seren. principis Wilhelmi C.H. Frisonis. Utrecht 1752
- Dissertatio Herodotea ad Tib. Hemsterhusium. Utrecht 1758
- Oratio in obitum celsiss. principis Annae, faeder. Belg. gubernatricis. Utrecht 1759
- Herodoti Histor. libri IX. Editionem curavit et suas itemque L.C. Valckenaerii notas adi. P.W. Amsterdam 1763